# Pantarski jezici
Pantarski jezici, podskupina transnovogvinejskih jezika s Malih sundskih otoka, Indonezija, koji s alorskim jezicima čine širu alorsko-pantarsku skupinu. Imaju šest predstavnika:
- blagar ili belagar [beu], 11.000 (Wurm and Hattori 1981).
- lamma [lev], 10.000.
- nedebang ili balungada [nec], 1.380 (2000).
- retta [ret], nepoznat broj
- tereweng [twg], 800 (1997).
- tewa [twe], 5.000 (Wurm and Hattori 1981).

## Vanjske poveznice
- Ethnologue (14th)
- Ethnologue (15th)